# Мельцаж, Магдалена
Магдалена Мельцаж (пол. Magdalena Mielcarz; род. 3 марта 1978, Варшава, Польша) — польская актриса и модель. Постоянно проживает в Нью-Йорке, США.

## Биография
В 1997 году окончила Jaroslaw Dabrowski High School в Варшаве и годом позже начала обучение на факультете журналистики и политических наук в Варшавском Университете.
Дебютировала как актриса в 1989 году в детском мини-сериале Paziowie, играя королеву Ядвигу. Несколькими годами позже её имя упоминается в связи с молодёжным ансамблем Gaweda. Некоторое время она проработала фотомоделью в агентстве «Модль Плюс», а затем и в Восточном модельном агентстве. Магдалена принимала участие в фотосессиях для главных польских журналов: «Твой стиль», ELLE, Cosmopolitan, Pani, Uroda, Max.
Работала с Валентино и Черрути и с февраля 2001 года является лицом L’Oréal cosmetics. Снималась в Европе с Венсаном Пересом, Пенелопой Крус и Даниэлем Отеем. Сыграла заметную роль в фильме Ежи Кавалеровича «Камо грядеши» (2001) по роману Генрика Сенкевича. В 2007 году исполнила одну из главных ролей в фильме «Тарас Бульба», который вышел на экраны в 2009 году
С 2007 года замужем за американским юристом и бизнесменом Адрианом Ашкенази. В 2009 году родила дочь Майю.

## Избранная фильмография
| Год  | Фильм                                    | Оригинальное название | Роль              |
| ---- | ---------------------------------------- | --------------------- | ----------------- |
| 1989 | Paziowie                                 | Paziowie              | Ядвига            |
| 2001 | Камо грядеши                             | Quo Vadis?            | Лигия             |
| 2003 | Фанфан-тюльпан                           | Fanfan la tulipe      | Генриетта         |
| 2004 | Странное преступление                    | Sotto falso nome      | Ева               |
| 2005 | Солидарность                             | Solidarity            | Дорота            |
| 2008 | Лимузин                                  | Limousine             | Катерина          |
| 2009 | Тарас Бульба                             |                       | панночка Эльжбета |
| 2009 | Сегодня и завтра (короткометражное кино) | Today and tomorrow    | Кася              |
| 2011 | Ох, Кароль 2                             | Och, Karol 2          | Беата             |
| 2014 | Паранойя                                 | Paranoia              | Магда             |